# 山都中島東インターチェンジ
山都中島東インターチェンジ（やまとなかしまひがしインターチェンジ）は、熊本県上益城郡山都町北中島にある九州中央自動車道のインターチェンジ（地域活性化インターチェンジ）である。延岡方面のみ通行可能なハーフインターチェンジとなっている。計画段階での仮称は北中島インターチェンジであった。

## 歴史
- 2022年（令和4年）12月10日 - 「矢部清和道路」中心杭打ち式の席上で正式名称が山都中島東ICとなることが発表される[3]。
- 2024年（令和6年）2月11日 : 山都中島西IC - 山都通潤橋IC間開通に伴い、供用開始[4][5][6]。

## 接続する道路
- 直接接続
  - 熊本県道152号稲生野甲佐線[1]
- 間接接続 
  - 国道445号

## 隣
E77 九州中央自動車道
(3)山都中島西IC - (4)山都中島東IC - (5)山都通潤橋IC